# ダニエル・アクペイ
ダニエル・アクペイ(Daniel Akpeyi，1986年8月3日 - )は、ナイジェリア出身のサッカー選手。ポジションはGK。

## 経歴
2018 FIFAワールドカップを戦うナイジェリア代表の本大会メンバーに選出された。

## 代表歴

### 出場大会
- ナイジェリア代表
  - 2018 FIFAワールドカップ

### 試合数
- 国際Aマッチ 19試合 0得点（2015年-2019年）[2]

| ナイジェリア代表 | 国際Aマッチ | 国際Aマッチ |
| 年               | 出場        | 得点        |
| ---------------- | ----------- | ----------- |
| 2015             | 1           | 0           |
| 2016             | 3           | 0           |
| 2017             | 3           | 0           |
| 2018             | 2           | 0           |
| 2019             | 10          | 0           |
| 通算             | 19          | 0           |